# Illadopsis fulvescens
La tordina parda (Illadopsis fulvescens) es una especie de ave paseriforme de la familia Pellorneidae propia de África occidental y central. 

## Distribución y hábitat
Se encuentra en los bosques húmedos tropicales de Angola, Benín, Burundi, Camerún, Costa de Marfil,  Gabón, Gambia, Ghana, Guinea, Guinea-Bissau, Guinea Ecuatorial, Kenia, Liberia, Malí, Nigeria, República Centroafricana, República del Congo, la República democrática del Congo, Senegal, Sierra Leona, Sudán del Sur, Tanzania, Togo y Uganda.